# Ya'an
Ya'an (en chino, 雅安; pinyin, Yǎ'ān) es una ciudad-prefectura en la provincia de Sichuan, República Popular China. A una distancia aproximada de 130 km de la capital provincial. Ya'an está situada en la zona del extremo occidental de la Cuenca de Sichuan. Limita al norte con Ngawa, al sur con Liangshan Yi, al este con Ganzi y al oeste con Meishan. Su área es de 15 046 km² y su población total para 2010 superó el 1,5 millones de habitantes. 
Se la conoce como la "garganta del oeste de Sichuan", la "puerta al Tíbet" y el "corredor étnico". Ya'an es una importante zona productora de té en Sichuan, y el Monte Mengding es el lugar registrado más antiguo para el cultivo de té en el mundo.

## Administración
La ciudad-prefectura de Ya'an se divide en 8 localidades que se administran en 2 distritos urbanos y 6 condados rurales.
- Distrito Yucheng 雨城区
- Distrito Mingshan 名山区
- Condado Yingjing 荥经县
- Condado Hanyuan 汉源县
- Condado Shimian 石棉县
- Condado Tianquan 天全县
- Condado Lushan 芦山县
- Condado Baoxing 宝兴县

## Toponimia
El Departamento de Propaganda del Comité Municipal del Partido de Ya'an (雅安市委宣传部) organizó a expertos y académicos para recopilar materiales históricos, y redactó el "Informe de investigación sobre el origen del nombre Ya'an". Según este informe, el nombre Ya'an proviene de Yazhou ('provincia Ya'), a su vez, este proviene de la montaña Ya'an (雅安山), y la montaña Ya'an como nombre de lugar tiene relación con los pájaros que viven allí.
Los expertos creen que las montañas Ya'an son un hogar ecológico donde varios pájaros llaman a sus amigos, construyen nidos y viven en grupos, lo que significa que son "elegantes y pacíficos" (雅致安宁 Yǎzhì Ānníng ), y la palabra "Ya'an" proviene de esto.
¿Por qué al principio se llamó solo 'Provincia Ya' (Yazhou) en lugar de su forma completa "Ya'an"? . Durante la dinastía Sui se abolió el nivel  "Comandancia" (郡) que había estado vigente durante 400 años, a un sistema de dos niveles en el que la provincia (Zhou) gobernaba el condado. Durante la dinastía Sui, los nombres de las Provincias (Zhou) eran de un solo carácter, por lo que se tomó el primer carácter de la montaña Ya'an como nombre de la 'provincia'.
Sin embargo, se desconoce donde yace la montaña Ya'an debido a diferentes fuentes. Se especula que la "montaña Ya'an" es la misma  "montaña Cangping" (苍坪山) detrás de la antigua ciudad de Ya'an.

## Historia
Anteriormente conocida como Yazhou (雅州), la ciudad se menciona por primera vez durante la dinastía Zhou. Sirvió como sede del condado durante las dinastías Qin y Han, pero fue tomado posteriormente por tribus nómadas. Después de ser reintegrada en el Imperio chino en el siglo V, se convirtió en la sede de la Prefectura Ya en el 604. El moderno condado Ya'an se estableció en 1912.

## Clima
Ya'an tiene un clima subtropical húmedo influenciado por monzones. La presencia de las montañas al noroeste afecta en gran medida el clima de la ciudad. En los cortos inviernos, ayudan a proteger la ciudad de los fríos vientos siberianos. En enero la temperatura media es de 6,3 °C, y aunque puede haber heladas, la nieve es poco frecuente. Los veranos son calurosos y húmedos, con temperaturas máximas que a menudo alcanzan los 30 °C; la media diaria en julio y agosto ronda los 25 °C. Las precipitaciones son habituales durante todo el año, aunque en invierno suelen ser ligeras y especialmente intensas en verano, cuando los vientos cálidos y húmedos del sur o del sureste soplan contra las montañas, lo que provoca un levantamiento orográfico que mejora las precipitaciones. Con casi 1.700 milímetros  de lluvia en 213 días al año, Ya'an también es conocida como la "Ciudad de la Lluvia". Además, suele llover durante la noche, por lo que no es habitual que haya niebla.
| Parámetros climáticos promedio de Ya'an (1971−2000) | Parámetros climáticos promedio de Ya'an (1971−2000) | Parámetros climáticos promedio de Ya'an (1971−2000) | Parámetros climáticos promedio de Ya'an (1971−2000) | Parámetros climáticos promedio de Ya'an (1971−2000) | Parámetros climáticos promedio de Ya'an (1971−2000) | Parámetros climáticos promedio de Ya'an (1971−2000) | Parámetros climáticos promedio de Ya'an (1971−2000) | Parámetros climáticos promedio de Ya'an (1971−2000) | Parámetros climáticos promedio de Ya'an (1971−2000) | Parámetros climáticos promedio de Ya'an (1971−2000) | Parámetros climáticos promedio de Ya'an (1971−2000) | Parámetros climáticos promedio de Ya'an (1971−2000) | Parámetros climáticos promedio de Ya'an (1971−2000) |
| Mes                                                 | Ene.                                                | Feb.                                                | Mar.                                                | Abr.                                                | May.                                                | Jun.                                                | Jul.                                                | Ago.                                                | Sep.                                                | Oct.                                                | Nov.                                                | Dic.                                                | Anual                                               |
| --------------------------------------------------- | --------------------------------------------------- | --------------------------------------------------- | --------------------------------------------------- | --------------------------------------------------- | --------------------------------------------------- | --------------------------------------------------- | --------------------------------------------------- | --------------------------------------------------- | --------------------------------------------------- | --------------------------------------------------- | --------------------------------------------------- | --------------------------------------------------- | --------------------------------------------------- |
| Temp. máx. media (°C)                               | 9.4                                                 | 11.1                                                | 15.6                                                | 21.5                                                | 25.5                                                | 27.7                                                | 29.6                                                | 29.6                                                | 24.9                                                | 20.1                                                | 15.5                                                | 10.8                                                | 20.1                                                |
| Temp. mín. media (°C)                               | 4.1                                                 | 5.5                                                 | 8.8                                                 | 13.5                                                | 17.5                                                | 20.2                                                | 22.0                                                | 21.9                                                | 18.5                                                | 14.5                                                | 10.3                                                | 5.8                                                 | 13.6                                                |
| Precipitación total (mm)                            | 20.8                                                | 31.9                                                | 50.9                                                | 93.0                                                | 129.4                                               | 181.0                                               | 369.6                                               | 433.6                                               | 206.6                                               | 98.3                                                | 56.5                                                | 20.9                                                | 1692.5                                              |
| Días de precipitaciones (≥ 0.1 mm)                  | 13.3                                                | 16.1                                                | 18.6                                                | 17.8                                                | 19.1                                                | 19.3                                                | 20.1                                                | 18.8                                                | 20.8                                                | 20.4                                                | 16.3                                                | 12.6                                                | 213.2                                               |
| Fuente: Weather.com.cn                              |                                                     |                                                     |                                                     |                                                     |                                                     |                                                     |                                                     |                                                     |                                                     |                                                     |                                                     |                                                     |                                                     |

## Terremoto del 20 de abril de 2013
La madrugada del sábado 20 de abril de 2013 tuvo lugar un  Terremoto de  magnitud M 6.6, con epicentro a 107 km al NO de Leshan.